# Mycena inclinata
Mycena inclinata é uma espécie de cogumelo da família Mycenaceae. Seu corpo de frutificação, duvidosamente comestível, tem um chapéu em forma de sino marrom-avermelhadode até 4,5 cm de diâmetro. O "caule", fino, chega a 9 cm de altura, esbranquiçado a marrom-amarelado no topo, mas progressivamente se tornando marrom-avermelhado em direção à base na maturidade, onde são cobertos por um micélio amarelado que pode ter até um terço do comprimento do caule. As lamelas são marrom-claras a rosadas e a impressão de esporos é branca.
É um fungo sapróbico amplamente difundido e foi encontrado na Europa, Norte da África, Ásia, Australásia e América do Norte, onde cresce em pequenos grupos ou tufos em troncos e tocos caídos, especialmente de carvalho. O micologista britânico EJH Corner descreveu duas variedades do cogumelo de Bornéu. Espécies semelhantes com as quais M. inclinata pode ser confundida incluem M. galericulata e M. maculata.

## Variedades
EJH Corner definiu as variedades M. inclinata var. kinabaluensis e var. subglobospora em sua publicação de 1994 sobre cogumelos Agáricos da Malásia, uma região biogeográfica que abrange a fronteira entre a região indo-malaia e a ecozona australasiana. A variedade kinabaluensis (nomeada graças a sua localidade tipo, Kinabalu) tem as margens do píleo não recortada, pouco ou nenhum odor e queilocistídios com processos mais curtos. Foi encontrada crescendo na madeira morta de Lithocarpus havilandii, um carvalho da família das faias. A variedade subglobospora, encontrada em Sabá, tem esporos quase esféricos.